# Hanna Haidukevich
Hanna Viktarauna Haidukevich –en bielorruso, Ганна Віктараўна Гайдукевіч– (Minsk, 26 de marzo de 2001) es una deportista bielorrusa que compite en gimnasia rítmica, en la modalidad de conjuntos.
Ganó una medalla de bronce en el Campeonato Mundial de Gimnasia Rítmica de 2021, en el concurso completo. Participó en los Juegos Olímpicos de Tokio 2020, ocupando el quinto lugar en la prueba de conjuntos.

## Palmarés internacional
| Campeonato Mundial | Campeonato Mundial | Campeonato Mundial | Campeonato Mundial |
| Año                | Lugar              | Medalla            | Prueba             |
| ------------------ | ------------------ | ------------------ | ------------------ |
| 2021               | Kitakyushu (Japón) | Medalla de bronce  | Concurso completo  |